# Дударі
Дударі́ — село в Україні, у Обухівському районі Київської області. Населення становить 21 особа.

## Історія
Засноване на початку 17 століття. За легендою, тут колись мешкав селянин Дудар, що грав на дуді та виготовляв ці інструменти. На його честь начебто і назване село.
У 1860 р. в Дударі приїжджає етнограф, українофіл Познанський Борис Станіславович (1841-1906 рр.). Виключений з університету через несплату грошей за навчання, юнак влаштувався прикажчиком у селі Дударі Каневського повіту Київської губернії. Тут Борис Познанський одружився, вінчання відбулося за цілком народними традиціями та обрядами . Перебуваючи в селі Познанський навчає грамоті селян, читав селянам українські книжки, пояснював їм основні положення реформи 1861 р. Також Познанський співпрацював з часописом "Основа", його три "Листи з Дударів" надруковані в журналі, в них він ділиться своїм життям в селі та розповідав про побут і традиції селян. 
Після 1917 року населення Дударів зростало за рахунок переселенців з дрібних хуторів і 1932 року тут мешкало 600 осіб, було 140 дворів.
Було окуповане нацистами з 6 серпня 1941 по 1 лютого 1944 року. Село розташовувалося на Букринському плацдармі, тут загинуло багато радянських десантників-парашутистів. Усі вони були поховані у братській могилі, проте встановлено лише імена 72 осіб.
До 1959 року підпорядковувалося Ромашківській сільській раді, з 1959 року і дотепер — Грушівській. У 1950—1960-х роках тут діяли клуб і магазин, мешканці займалися вирощенням зернових та вівчарством. До 1959 року в селі діяв окремий колгосп, того ж року об'єднаний із грушівським.
2001 року в селі мешкало 21 особа, 2010 року — офіційно лише 14, з них 11 — пенсіонери, у 12 дворах. Та мальовнича природа приваблює у село людей з-за меж села (жителів Києва та інших міст), тому у селі останніми роками (2010-і роки) з'явилися новобудови, фактична кількість заселених садиб — близько 15—20, тому і фактичне населення дещо більше від офіційного.
Село має пряме сполучення з Києвом (двічі на день курсують автобуси Великий Букрин — Київ).

## Постаті
- Габель Станіслав Іванович (1849—1924) —  український оперний співак, музичний педагог; заслужений артист Республіки.